# Capnioneura nemuroides
Capnioneura nemuroides is een steenvlieg uit de familie Capniidae. De wetenschappelijke naam van de soort is voor het eerst geldig gepubliceerd in 1905 door Ris.